# Hồng An, Hoàng Cương
Hồng An (chữ Hán giản thể: 红安县, Hán Việt: Hồng An huyện) là một huyện thuộc địa cấp thị Hoàng Cương, tỉnh Hồ Bắc, Cộng hòa Nhân dân Trung Hoa. Huyện này có diện tích 1673 km2, dân số năm 2004 là 650.000 người. Huyện này có các đơn vị hành chính gồm 10 trấn (Thành Quan, Thất Lý, Hoa Gia, Thượng Tân, Nhị Trình, Cao Kiều, Mịch Nhi, Bát Lý, Thái Bình, Thủy Giai) và 1 hương Hạnh Hoa.